# 수사 방식
수사 방식 (修辭方式, 담론의 방식으로도 알려져 있다)은 쓰기의 주요 종류의 다양성, 규칙 및 목적에 대해 설명한다. 가장 일반적인 수사 방식과 목적은 기서, 묘사, 설명 및 의논이다.

## 같이 보기
- 설명 (이야기)
- 허구문
- 허구문 방식
- 문학
- 쓰기